# بیبوت شومنوف
بیبوت شومنوف (قرقیزی: Бейбут Амирханович Шуменов؛ زادهٔ ۱۹ اوت ۱۹۸۳) بوکسور اهل قزاقستان است.